# 瓜拉尼縣

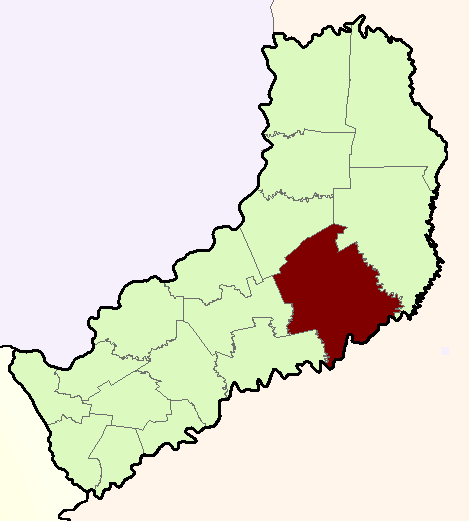

27°17′51″S 54°11′51″W / 27.29750°S 54.19750°W
瓜拉尼縣（西班牙語：Departamento Guaraní），是阿根廷的縣份，位於該國東北部米西奧內斯省，首府設於埃爾索韋維奧，面積3,314平方公里，2010年人口67,897，人口密度每平方公里20.49人。